# دیمیترو زایکو
دیمیترو زایکو (اوکراینی: Дмитро Миколайович Зайко؛ زادهٔ ۳۰ ژوئیهٔ ۱۹۸۵) بازیکن فوتبال اهل اوکراین است.